# Mademoiselle O
"Mademoiselle O" é uma memória por Vladimir Nabokov sobre sua excêntrica governanta franco-suíça.

## História da publicação
Isso foi primeiro escrito e publicado em francês em Mesures (vol. 2, no. 2, 1936) e subsequentemente em inglês (traduzido por Nabokov e Hilda Ward) em The Atlantic Monthly (janeiro de 1943).
Isso foi primeiro antologizada em Nine Stories (1947) e foi mais tarde reproduzida em Nabokov's Dozen (1958) e The Stories of Vladimir Nabokov.
Isso se tornou um capítulo de Conclusive Evidence (1951, também intitulado Fala, Memória) e, subsequentemente de Drugie Berega (1954, traduzido em russo pelo autor) e Speak, Memory: An Autobiography Revisited (1966).